# L'erba del vicino è sempre più verde

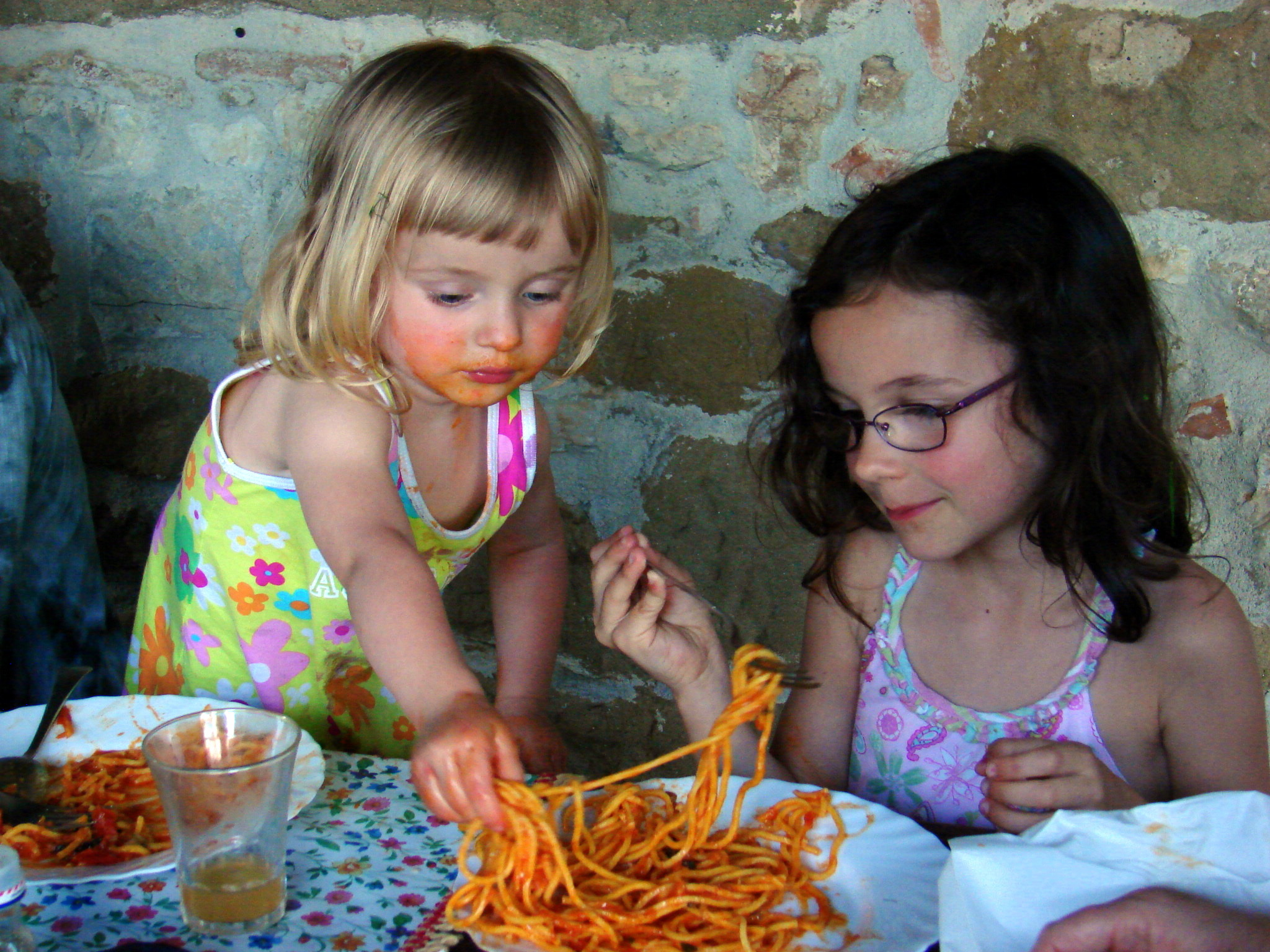
Lo stesso cibo è più desiderabile nel piatto degli altri

L'erba del vicino è sempre più verde è un proverbio della cultura popolare italiana.
Usato anche come slang.

## Significato

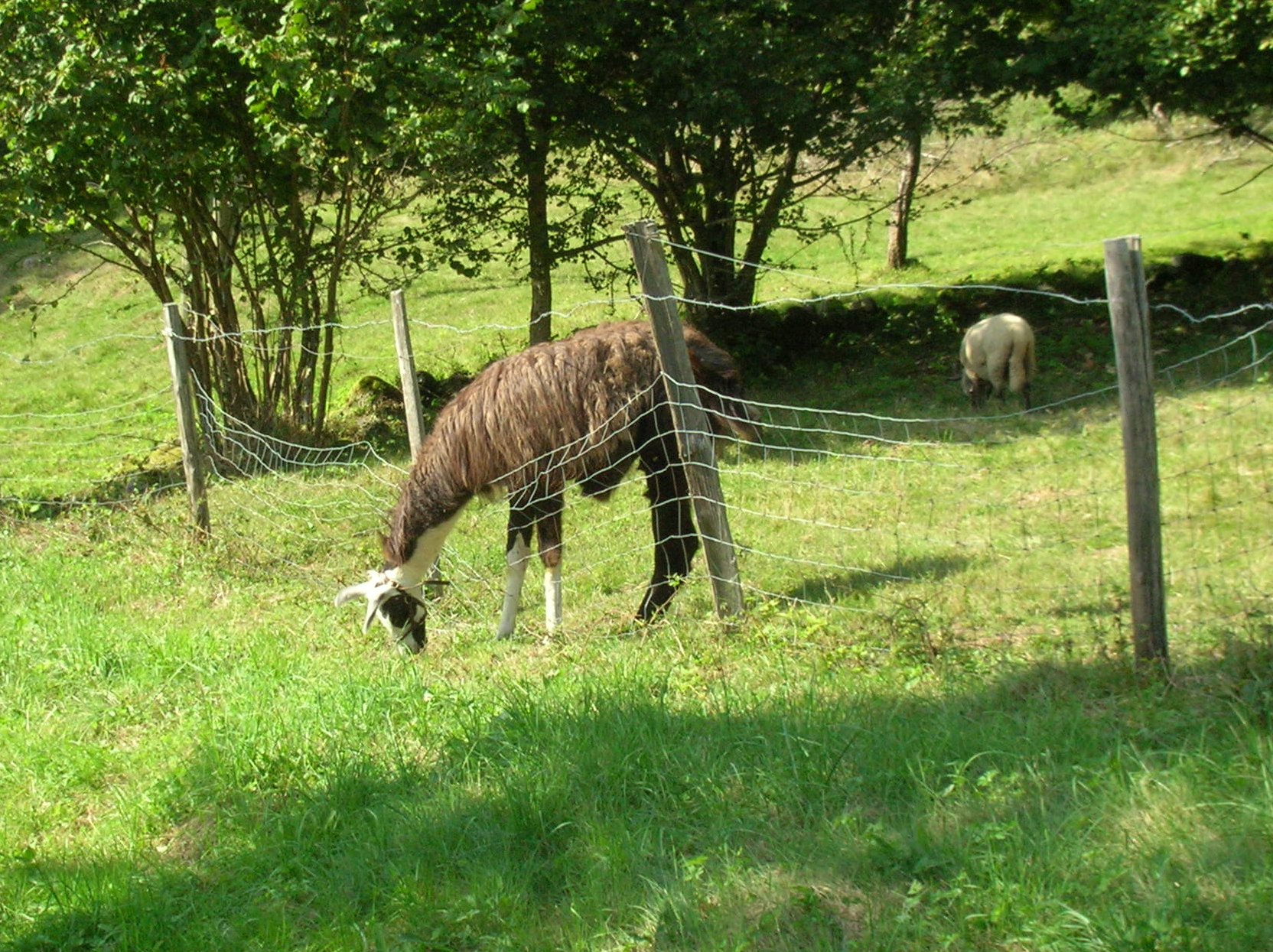

Quando qualcuno è invidioso di ciò che possiedono gli altri, non apprezza quello che ha. Forme simili del proverbio sono diffuse in varie culture. In inglese, ad esempio, il suo equivalente è «The grass is always greener on the other side of the fence» (l'erba è sempre più verde dall'altro lato della recinzione).
Anticamente le capre tendevano a brucare l’erba dei terreni confinanti preferendola a quella che cresceva sui terreni dei padroni perché era più verde in quanto il sole è più perpendicolare. 

## Nei prodotti dei mezzi di comunicazione di massa
Il film L'erba del vicino è sempre più verde (1960), diretto dal regista Stanley Donen, nella sua traduzione del titolo in lingua italiana, richiama esplicitamente il detto popolare. 